# Diabo-espinhoso
O diabo-espinhoso (Moloch horridus) é a única espécie do gênero Moloch. É um pequeno réptil existente na Austrália cuja dieta consiste somente em formigas.

## Características
O diabo-espinhoso não ultrapassa os 20 cm de comprimento. As fêmeas são maiores que os machos. A sua coloração, que eles próprios controlam, tal como o camaleão, varia entre o amarelo e o castanho-escuro, conforme o tipo de solo e serve-lhe de camuflagem.
Possui uma "falsa cabeça" atrás da verdadeira que utiliza para confundir os predadores. Possui espinhos cónicos por todo o corpo excepto na barriga onde são substituídos por protuberâncias.
O diabo-espinhoso é aparentado com o lagarto de chifres da América do Norte do género Phrynosoma, sendo este um exemplo da evolução convergente.

## Predador e presa
O diabo-espinhoso se alimenta apenas de formigas, especialmente as do género Iridomyrmex. Só come uma formiga de cada vez, que captura com a sua língua pegajosa, mas pode comê-las a um ritmo de 45 por minuto. Podem comer entre 600 a 3000 só numa refeição e mais de 10 000 por dia.
Para beber, o diabo-espinhoso condensa o humidade existente na noite fria nas escamas e canaliza-a até à boca através de sulcos hidroscópicos existentes por entre os espinhos. O mesmo acontece em dias de chuva ou se ele encontrar uma poça.
Embora tenha o corpo coberto de espinhos cónicos, a sua extrema lentidão torna-o uma presa fácil. Os seus predadores são a abetarda, que efectua descidas rápidas sobre ele que o atordoam até o matar, e o varano. No entanto o diabo-espinhoso tem algumas técnicas de defesa como enfiar a cabeça entre as patas dianteiras e mostrar a falsa cabeça que os predadores tomam por verdadeira.
Se os predadores o tentarem rolar para expor a sua barriga, a zona mais desprotegida do seu corpo, o diabo contra-ataca fazendo pressão com os espinhos e com a cauda. Para assustar os predadores pode também inchar para dar a impressão de ser maior.

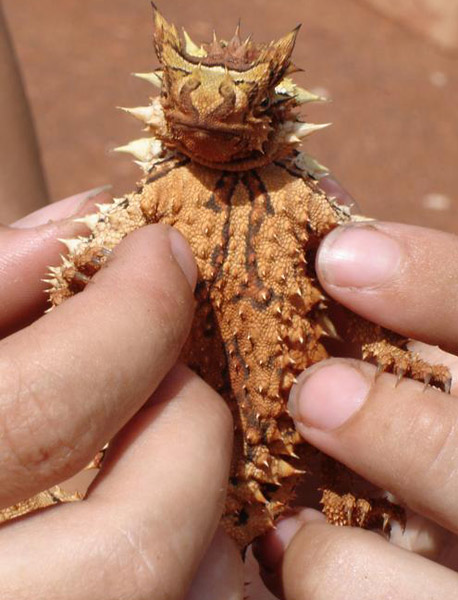
Vista da barriga de um diabo-espinhoso

## Habitat
Habita principalmente terrenos de vegetação rasteira e desertos na Austrália Ocidental e Central onde se encontra a spinifex.

## Acasalamento e Reprodução
O acasalamento e a postura dos ovos ocorre entre Setembro e Janeiro. São postos de 3 a 10 ovos que eclodem 3 a 4 meses depois. O diabo-espinhoso atinge a maturidade aos 3 anos e crê-se que vive 20 anos em estado selvagem.